# Суп-концентрат

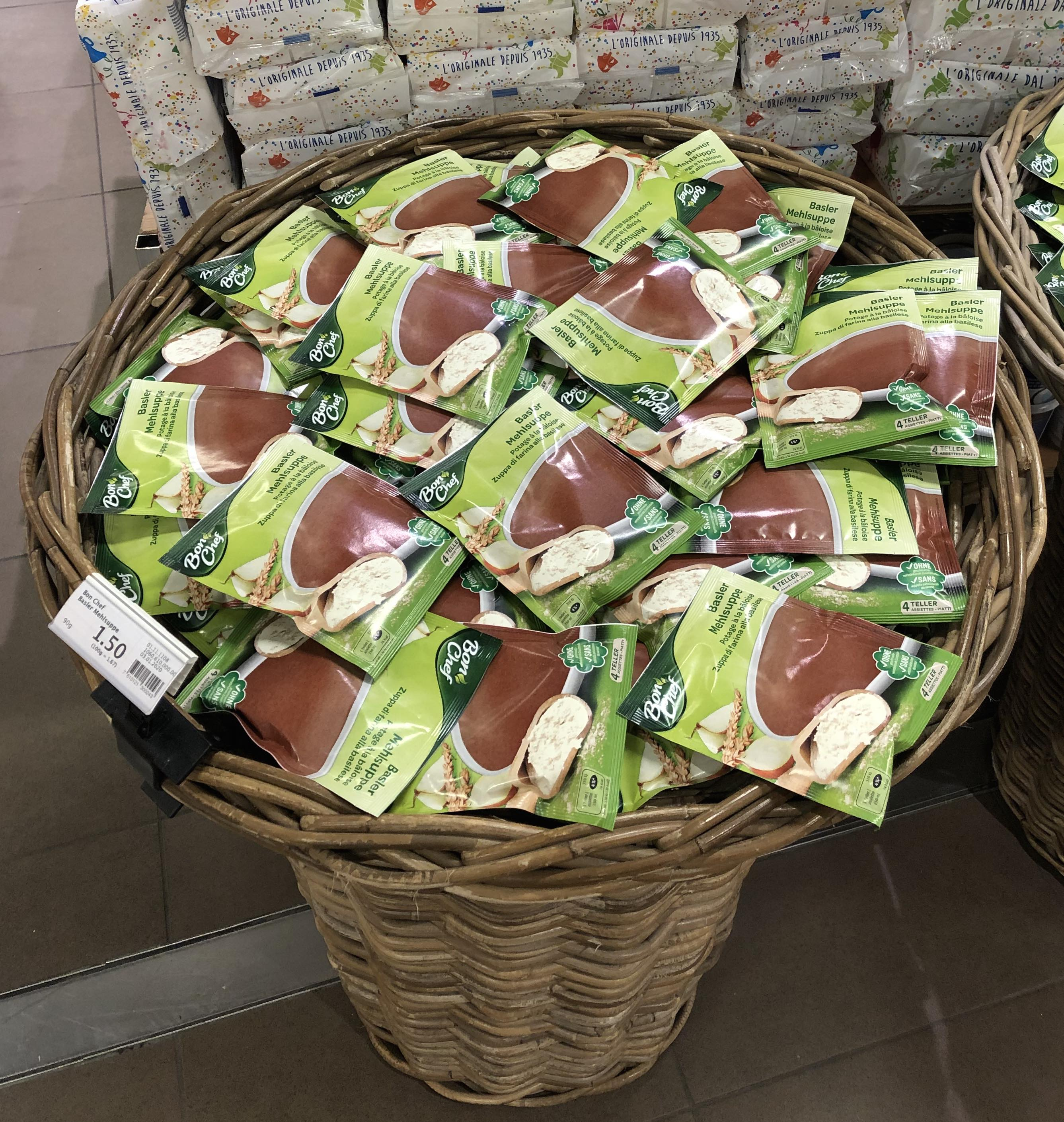
Суп-концентрат в пакетиках

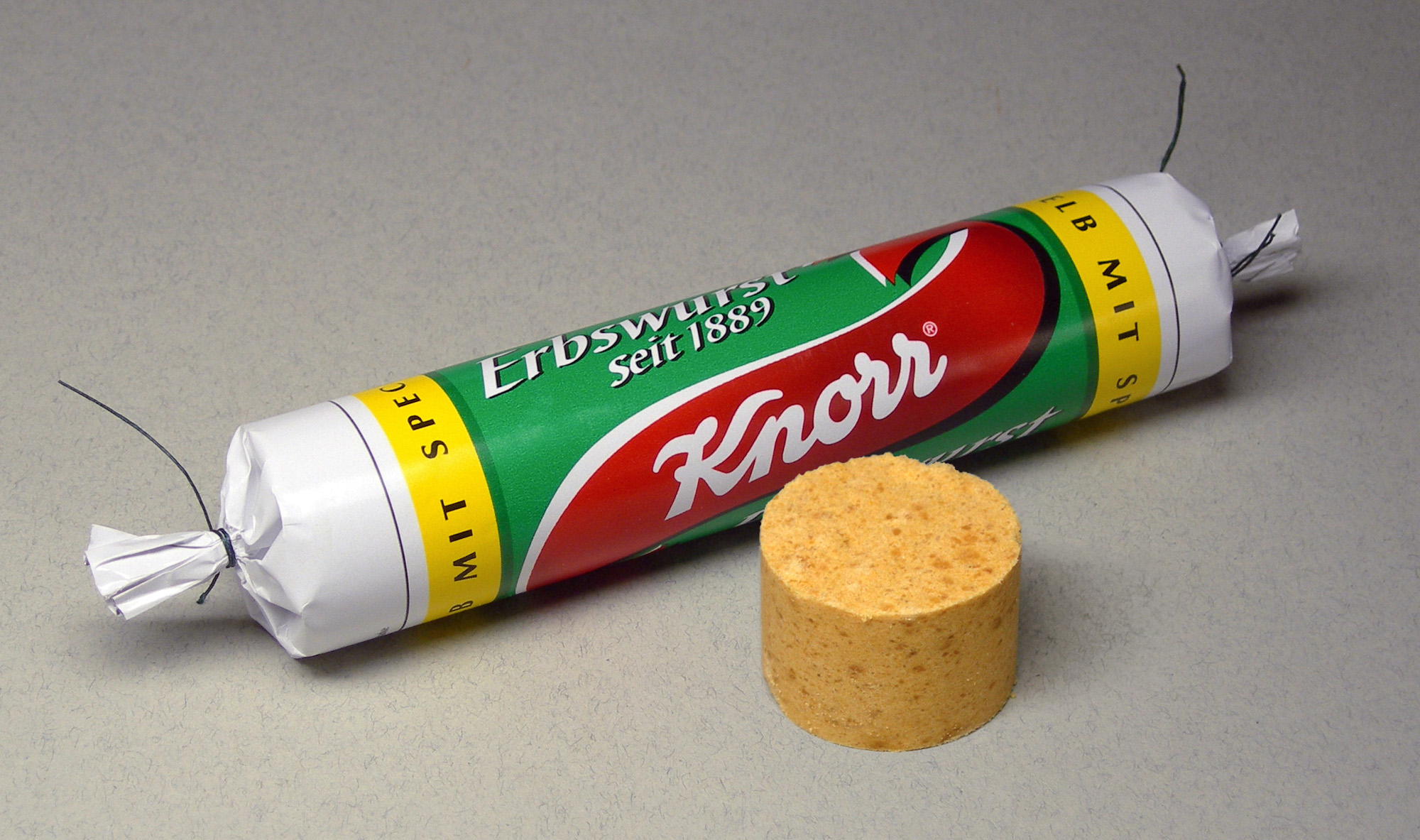
Німецький брикетований гороховий суп-концентрат

Суп-концентрат, суповий концентрат — суміш харчових продуктів, повністю або частково підготовлених до вживання в їжу. Використання супів-концентратів не вимагає спеціальних кулінарних навичок: спосіб їх приготування вказувався на етикетках.
Супи-концентрати потрапляють в роздрібну торгівлю в брикетованому і небрикетованому (розсипному) вигляді. В СРСР випускалися наступні сухі супи: овочеві, бобові, круп'яні супи і супи з макаронних виробів з м'ясом, копченостями, грибами і рибою, а також молочні, фруктові та солодкі. Супи-концентрати слід зберігати при температурі не вище 20 °C і відносній вологості не вище 75 %.
До складу рибних супів-концентратів в СРСР входили харчові рибний порошок або рибна крупка, сушені овочі, крупи, макаронні вироби, пшеничне борошно, картопляний та кукурудзяний крохмаль, сухе молоко, жири, глютамат натрію, лимонна кислота, кухонна сіль та прянощі. Основні рецептури рибних супів в СРСР були адаптовані у великого норвезького виробника Rieber & Søn.